# فابیو بنسیونگا
فابیو بنسیونگا (انگلیسی: Fabio Bencivenga؛ زادهٔ ۲۰ ژانویهٔ ۱۹۷۶) بازیکن واترپلو اهل ایتالیا است.